# Charles Swini
Charles Swini (Blantire, 28 de fevereiro de 1985 – Lilongué, 20 de fevereiro de 2024) foi um futebolista malauiano que atuava como goleiro.

## Carreira
Charles Swini representou o elenco da Seleção Malauiana de Futebol no Campeonato Africano das Nações de 2010.

## Morte
Charles Swini morreu em 20 de fevereiro de 2024 no Hospital Central Kamuzu em Lilongué, para onde foi levado às pressas após desmaiar em sua casa. Ele lutava contra problemas renais.